# 164e régiment d'infanterie (4e régiment d'infanterie hanovrien)
Pour les articles homonymes, voir 164e régiment.
Le 164e régiment d'infanterie (4e régiment d'infanterie hanovrien) est une unité d'infanterie de l'armée prussienne.

## Histoire

### Armée hanovrienne
En 1813, le gouvernement du royaume de Hanovre ordonne la formation de 30 bataillons de Landwehr pour combattre l'occupation française et la France napoléonienne. Une autre raison de la formation des bataillons de la Landwehr est de compenser le manque de soldats lors de la bataille finale contre Napoléon. Le 27 novembre 1813, le bataillon hanovrien Calenberg (de) est créé, qui constitue l'origine du futur régiment prussien. Le nom est destiné à commémorer le duc de Calenberg (de), général vainqueur de la guerre de Trente Ans. Peu de temps après sa création, trois bataillons supplémentaires de la Landwehr sont ajoutés au bataillon de campagne de Calenberg.
Dans les guerres napoléoniennes, l'unité participe aux batailles des Quatre-Bras et de Waterloo lors de la campagne d'été 1815.

#### Première guerre de Schleswig
À l'occasion du soulèvement du Schleswig-Holstein en 1848, les troupes de l'armée hanovrienne (de) sont mobilisées. Le régiment est déployé près de Düppel le 5 juin 1848.

#### Guerre austro-prussienne
Durant la guerre contre la Prusse, le régiment participe à la bataille de Langensalza le 27 juin 1866. Après la capitulation, le royaume de Hanovre est annexé et le régiment est dissous ainsi que l'armée.

### Armée prussienne

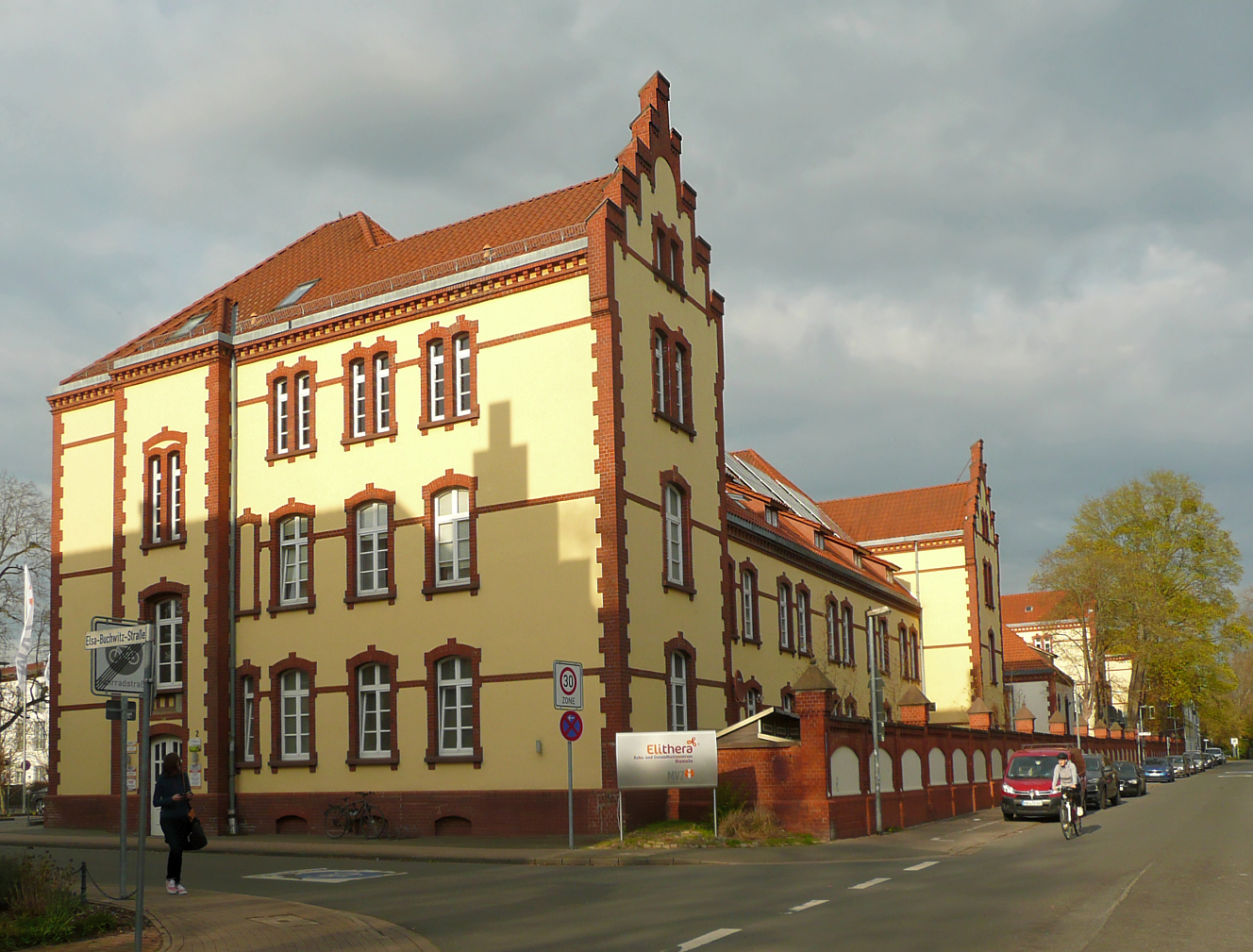
Bâtiment de la caserne de la Scharnhorststrasse à Hameln

Dans le cadre de l'augmentation de l'armée, le 164e régiment d'infanterie est créé le 1er avril 1897. Le 1er bataillon est formé à partir des 4e bataillons des 78e et 91e (de) régiments d'infanterie et le 2e bataillon, à partir des 73e et 74e (de) régiments d'infanterie. Le quartier général du régiment et le 1er bataillon se trouvent à Hamelin sur la Deisterstraße, le 2e bataillon est d'abord à Hanovre avant que le régiment ne soit rassemblé dans la nouvelle caserne de la Scharnhorststraße à Hamelin le 1er octobre 1898. L'unité est subordonnée au 10e corps d'armée et forme avec le 165e régiment d'infanterie, la 82e brigade d'infanterie. Le 24 janvier 1899, l'empereur Guillaume II promulgue à Hanovre l'ordonnance selon laquelle le régiment succède au 2e régiment d'infanterie hanovrien. À partir de cette date, il est nommé 164e régiment d'infanterie (4e régiment d'infanterie hanovrien). En conséquence, il reçoit un brassard de casque avec l'inscription "Waterloo". En raison des renforts de l'armée, le régiment reçoit le 1er octobre 1913 un troisième bataillon stationné à Holzminden et une autre compagnie de mitrailleuses restée à Hamelin.

#### Première Guerre mondiale
- 1914 : Participation à l'avancée en Belgique et en France et à la bataille de la Marne avec des pertes importantes
- 1916 : sur la Somme, en Artois[7]

#### Après-guerre
Après l'armistice de Compiègne, les restes du régiment retournent à Hamelin, où ils arrivent le 13 décembre 1918 et y sont démobilisés via le bureau d'implantation. Quatre compagnies de sécurité sont créées à partir des différentes unités des troupes et travaillent comme formations libres. Ils sont absorbés en juin 1919 comme 3e compagnie du 20e régiment d'infanterie et du 3e bataillon du 19e régiment d'infanterie de la Reichswehr provisoire.
La tradition est reprise dans la Reichswehr par décret du chef du commandement de l'armée, le général d'infanterie Hans von Seeckt, le 24 août 1921, par la 10e compagnie du 18e régiment d'infanterie à Hamelin.

## Commandants
| Grade          | Nom                       | Date                                |
| -------------- | ------------------------- | ----------------------------------- |
| Oberst         | Daniel Gieren             | 1er avril 1897 au 16 octobre 1899   |
| Oberst         | Richard Protzen           | 17 octobre 1899 au 17 avril 1901    |
| Oberst         | Georg Friedberg           | 18 avril 1901 au 23 avril 1904      |
| Oberst         | Felix von der Osten       | 24 avril 1904 au 21 mars 1908       |
| Oberst         | Oskar von Wartenberg (de) | 22 mars 1908 au 21 février 1912     |
| Oberst         | Rudolf von L’Estocq (de)  | 20 février 1912 au 31 juillet 1914  |
| Oberst         | Günther Herzbruch         | 1er août 1914 au 19 octobre 1916    |
| Oberstleutnant | Viktor von Forstner       | 20 octobre 1916 au 29 novembre 1917 |
| Oberstleutnant | Kurt Wallmüller           | 30 novembre 1917 au 21 juin 1918    |
| Oberstleutnant | Rulof von Bismarck        | 22 juin au 12 septembre 1918        |
| Major          | Albert Fett (de)          | 13 septembre 1918 à la dissolution  |

## Uniforme
L'uniforme du régiment est basé sur celui de la bataille de Waterloo : une jupe colorée avec des manchettes blanches brandebourgeoises avec passepoil bleu, des épaulettes blanches avec des chiffres rouges et un aigle jaune doublé avec un bandeau avec l'inscription Waterloo.

## Cénotaphes

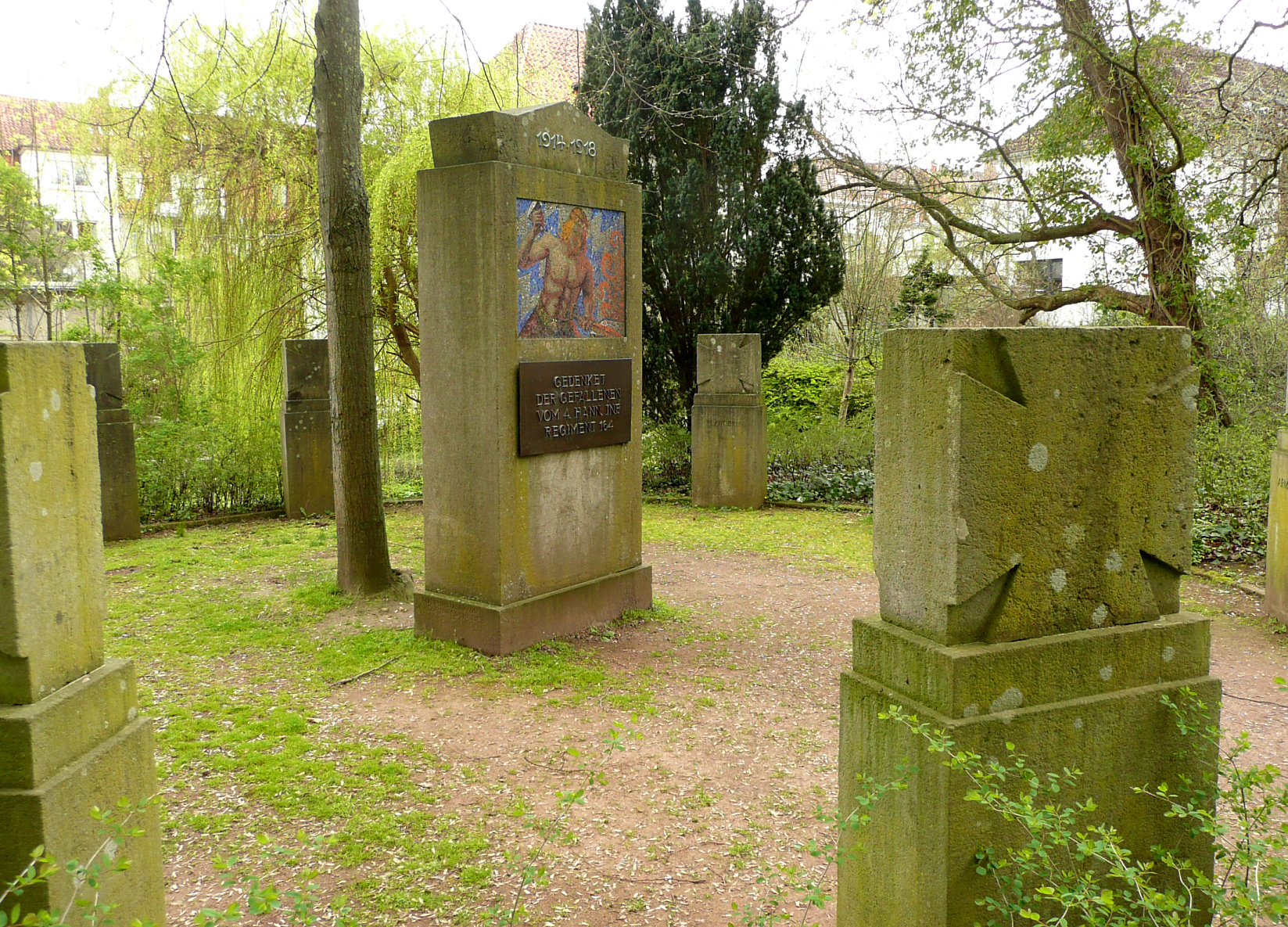
Monument aux morts au « 164er Ring » à Hameln

Une pierre commémorative est érigée dans l'église de garnison construite à Hamelin en 1712-1713 pour le retour des soldats de la bataille de Waterloo, qui atteignent Hamelin le 25 janvier 1816. Parmi les soldats tombés, blessés ou portés disparus lors de la bataille de Waterloo figurent neuf soldats du bataillon de Landwehr d'Hamelin. De plus, en 1957, à la demande de l'association des anciens membres du 164e régiment, la rue de l'ancienne « Vieille Caserne » est rebaptisée « Am 164er Ring » pour la commémorer. En 1973, le nom de la rue est raccourci en « 164er Ring ». Un mémorial aux soldats tombés au combat est également érigé dans cette rue en 1925.